# Gareth Griffiths
Gareth Griffiths (ur. 27 listopada 1931 w Penygraig, zm. 8 grudnia 2016 w Penarth) – walijski rugbysta występujący w formacji ataku, reprezentant kraju, lekkoatleta.
Z sukcesami uprawiał lekkoatletykę, specjalizując się w sprintach – trzykrotnie był medalistą szkolnych i juniorskich mistrzostw Walii, a w 1955 roku w barwach Rhondda Valley AC zajął trzecie miejsce w kategorii seniorów w biegu na 100 jardów, reprezentował także Walię w międzynarodowym meczu przeciwko Anglii. Grać w rugby zaczął w Porth County Secondary School, wkrótce zaczął otrzymywać powołania do narodowej kadry U-15, a następnie szkół średnich, w której grali także przyszli reprezentanci kraju Onllwyn Brace i Russell Robins. Przez jedenaście sezonów związany był z Cardiff RFC zaliczając sto czterdzieści spotkań, został także przyjęty do hali sław klubu. Dwukrotnie wystąpił w zespole hrabstwa Devon, w sezonie 1960/1961 związany był z Llanelli RFC, w latach 1953–1957 trzynastokrotnie zagrał w barwach Barbarians, a podczas służby wojskowej w RAF grał dla RAF Rugby Union.
W walijskiej reprezentacji zadebiutował podczas Pucharu Pięciu Narodów 1953 i do roku 1957 rozegrał dwanaście testmeczów, zarówno w roli skrzydłowego, jak i środkowego. Do zespołu British and Irish Lions odbywającego w 1955 tournée po Południowej Afryce dołączył już w jego trakcie. Opuściwszy pierwsze dziewięć spotkań zagrał – na trzech różnych pozycjach – w dwunastu z pozostałych piętnastu, w tym w trzech testmeczach.
Studiował wychowanie fizyczne na Loughborough University i pracował krótko jako nauczyciel. Podczas wyprawy do Kanady z Barbarians w 1957 roku zapoznał się z zarządaniem personelem i po powrocie do kraju podjął naukę w tym kierunku. Pracował w British Steel Corporation, Thomson Group, następnie na kierowniczych stanowiskach w Western Mail & Echo, The Times, Warner Lambert USA i Amersham plc. Przez dwa lata był dyrektorem Institute of Welsh Affairs, członkiem zarządu Civic Trust for Wales, a także powiernikiem Welsh Rugby Charitable Trust.
Żonaty z Anne. Jego trzej bracia – John, Richard i David – także grali dla Cardiff RFC.